# Saint-Léger-sous-Beuvray
Saint-Léger-sous-Beuvray è un comune francese di 489 abitanti situato nel dipartimento della Saona e Loira nella regione della Borgogna-Franca Contea.

## Società

### Evoluzione demografica
Abitanti censiti

## Luoghi d'interesse
- Bibracte, oppidum celtico, capitale del popolo celtico degli Edui